# كورسن
كورسن (بالفرنسية: Corson)‏ هو ملحن ومغني ومغن مؤلف فرنسي، ولد في 25 نوفمبر 1979 في تيونفيل في فرنسا.

## وصلات خارجية
- كورسن على موقع ميوزك برينز (الإنجليزية)
- كورسن على موقع ديسكوغز (الإنجليزية)
- الموقع الرسمي